# Регионална лига Републике Српске у фудбалу — Запад 2010/11.
Регионална лига Републике Српске у фудбалу — Запад 2010/11. је трећестепено фудбалско такмичење у организацији Фудбалског савеза Републике Српске. У овој сезони у лиги је учествовало 14 клубова у 26 кола. Такмичење је почело у 15. августа 2010, а завршило 5. јуна 2011.
Прво мјесто је освојила екипа Напријед Хоризонт из Бање Луке, која се пласирала у Другу лигу Српске — Запад 2011/12, док је из лиге испале четири екипе, и то Челинац из Челинца, Слога ДИПО из Горњих Подградаца, Жељезничар из Бање Луке и Братство из Козарца

## Коначна табела
| Плас. | Тим                          | ИГ | Д  | Н | ИЗ | ГД | ГП | ГР  | Бод | Квалификације                               |
| ----- | ---------------------------- | -- | -- | - | -- | -- | -- | --- | --- | ------------------------------------------- |
| 1.    | Напријед Хоризонт, Бања Лука | 26 | 15 | 3 | 8  | 56 | 37 | +19 | 48  | Прешао у Другу лигу Српске — Запад 2011/12. |
| 2.    | Лијевче, Нова Топола         | 26 | 14 | 3 | 9  | 37 | 40 | -3  | 42  |                                             |
| 3.    | ОФК Лауш, Бања Лука          | 26 | 13 | 1 | 12 | 49 | 42 | +7  | 40  |                                             |
| 4.    | Дубраве                      | 26 | 11 | 6 | 9  | 42 | 34 | +8  | 39  |                                             |
| 5.    | Јабланица                    | 26 | 12 | 1 | 13 | 49 | 39 | +10 | 37  |                                             |
| 6.    | Житопромет, Приједор         | 26 | 11 | 3 | 12 | 44 | 49 | -5  | 36  |                                             |
| 7.    | Младост, Котор Варош         | 26 | 10 | 6 | 10 | 31 | 39 | -8  | 36  |                                             |
| 8.    | Гомјеница , Приједор         | 26 | 11 | 3 | 12 | 35 | 45 | -10 | 36  |                                             |
| 9.    | Омладинац, Брестовчина       | 26 | 10 | 5 | 11 | 38 | 36 | +2  | 35  |                                             |
| 10.   | Будућност Шарговац           | 26 | 11 | 2 | 13 | 37 | 38 | -1  | 35  |                                             |
| 11.   | Челинац                      | 26 | 8  | 9 | 9  | 25 | 29 | -4  | 33  | Испали у Подручну лигу Српске               |
| 12.   | Слога ДИПО, Горњи Подградци  | 26 | 9  | 6 | 11 | 34 | 40 | -6  | 33  | Испали у Подручну лигу Српске               |
| 13.   | Жељезничар, Бања Лука        | 26 | 8  | 7 | 11 | 35 | 34 | -1  | 31  | Испали у Подручну лигу Српске               |
| 14.   | Братство, Козарац            | 26 | 8  | 7 | 11 | 30 | 40 | -10 | 31  | Испали у Подручну лигу Српске               |

ИГ = Играо утакмица; Д = Добио; Н = Нерјешено; ИЗ = Изгубио; ГД = Голова дао; ГП = Голова примио; ГР = Гол-разлика ; Бод = Бодови